# Asedio de Brak al-Shati
El Asedio de Brak al-Shati fue un ataque perpetrado el 18 de mayo de 2017 por las fuerzas insurgentes del Consejo de la Shura de los Revolucionarios de Bengasi contra la base aérea de Brak al-Shati, en donde el ejército libio fue sorprendido ocasionando una batalla que dejó como saldos 141 muertos entre soldados y civiles. Tropas del Gobierno de Acuerdo Nacional ese mismo día sin previa declaración de agresión bombardearon zonas aledañas a la base para evitar el reordenamiento del ejército. Este último ataque es rotundamente negado por los representantes políticos del Gobierno de Acuerdo Nacional.

## Desarrollo
La organización Human Rights Watch acusó a los rebeldes libios del Gobierno de Acuerdo Nacional y al Consejo de la Shura de los Muyahidines de Derna de ejecuciones sumarias de civiles y soldados. En los hospitales locales fueron recibidos 75 cuerpos con signos de ejecución por disparo en la cabeza, incluyendo dos menores de 15 años.

Los atacantes mientras ejecutaban a los soldados gritaban Infieles ustedes, enemigo de Alá.
Sobreviviente del asedio

### Consecuencias
La reunión que se tenía previsto entre el Gobierno de Acuerdo Nacional y la Cámara de los Representantes fue cancelada por la supuesta participación del primero en el ataque.
El 20 de mayo los ancianos tribales de la ciudad de Sabha, acordaron responder al ataque en donde decidieron romper la alianza y expulsar del territorio gubernamental a los milicianos de Misurata calificándolos de «completamente responsable» del ataque, al final amenazaron con destruir a todas las fuerzas milicianas del noroeste de Libia.

#### Respuesta del ejército
Por su parte el Ejército de Libia en los días siguientes bombardeó fortalezas del Consejo de la Shura de los Revolucionarios de Bengasi y de los milicianos de Misurata en el distrito de Jufra en donde los rebeldes llevan a cabo una operación denominada "mártires de Brak al-Shati".

## Reacciones
Liga Árabe: Calificó el ataque de "masacre bárbara"
Egipto: el ministerio de relaciones exteriores calificó el ataque de un atentado terrorista.
Enviados de Estados Unidos, Rusia, la Unión Europea y la República Popular China emitieron una declaración conjunta en la que describen ejecuciones sumarias de militares y civiles.